# Helen Sawyer Hogg
Helen Battles Sawyer Hogg (1er août 1905 – 28 janvier 1993) est une astronome américano-canadienne renommée pour ses recherches sur les amas globulaires. Elle est surtout connue pour sa chronique astronomique, publiée de 1951 à 1981 dans le Toronto Star, et ses articles sur l'histoire de l'astronomie qui parurent de 1946 à 1965 dans le Journal of the Royal Astronomical Society of Canada sous le titre “Out of Old Books”.

## Biographie
Helen Sawyer est née en 1905,. En 1926, après avoir obtenu son diplôme au Mount Holyoke College, elle travaille au Harvard College Observatory avec Annie Jump Cannon et Harlow Shapley sur les amas stellaires. Elle obtient son doctorat en 1931 au Radcliffe College,.
Elle épouse l'astronome canadien Frank Scott Hogg en 1930 et tous deux déménagent à Victoria (Colombie-Britannique). Frank trouve un poste au Dominion Astrophysical Observatory. Helen n'est cependant pas embauchée, et doit y travailler comme assistante bénévole. En 1935, le couple retourne en Ontario où elle trouve un emploi à l'observatoire David Dunlap. Les recherches d'Helen Hogg à cette époque portent sur les étoiles dont le spectre comporte des raies d'absorption d'éléments comme le carbone, azote et oxygène. Frank Hogg est directeur de l'observatoire de 1946 jusqu'à sa mort en 1951.
Elle reçoit le prix d'astronomie Annie J. Cannon en 1949 et le Klumpke-Roberts Award en 1983.
En 1967, elle reçoit la prestigieuse médaille d'argent de la [Rittenhouse Astronomical Society] pour ses travaux remarquables en astronomie. La Rittenhouse Astronomical Society est fondée en l'honneur de l'astronome et enseignant David Rittenhouse.
En 1968, elle est promue Officier de l'ordre du Canada puis au rang de Compagnon en 1976. 
Durant les soixante années suivantes, elle publie de nombreux articles et devient une référence dans le domaine de l'astronomie. En 1985, elle épouse F. E. L. Priestley (Francis Ethelbert Louis Priestley) (1905–1988), un professeur émérite d'anglais à l'université de Toronto, qui meurt en 1988. Elle meurt en 1993,  d'une crise cardiaque.
L'astéroïde (2917) Sawyer Hogg porte son nom.

## Voir également
- Frank Scott Hogg

### Notices nécrologiques
- (en) JAVSO 22 (1993) 83
- (en) JRASC 87 (1993) 351
- (en) PASP 105 (1993) 1369